# Anja Hajduk
Anja Hajduk (Duisburgo, 8 de junho de 1963) é uma psicóloga e política alemã da Aliança 90/Os Verdes que serve como Secretária de Estado no Ministério Federal de Assuntos Económicos e Acção Climática no governo de coligação do chanceler Olaf Scholz desde 2021.

## Infância e educação
Hajduk nasceu em Duisburg e tem três irmãos. Depois do seu Abitur, estudou psicologia em Duisburg e depois em Hamburgo. Ela terminou os seus estudos na universidade com um diploma em 1988. Hajduk é lésbica.

## Carreira política
Em setembro de 2020 Hajduk anunciou que não concorreria às eleições federais de 2021 e renunciaria ao cargo até ao final do mandato parlamentar.
Nas negociações para formar a chamada coligação semáforo do Partido Social-Democrata (SPD), do Partido Verde e do Partido Democrático Liberal (FDP) após as eleições, ela fez parte da delegação do seu partido no grupo de trabalho sobre regulação financeira e o orçamento nacional, co-presidido por Doris Ahnen, Lisa Paus e Christian Dürr.

## Outras actividades

### Conselhos corporativos
- mdex AG, Membro do Conselho Fiscal (–2015)[5]